# تجمع فوق حباظ (بروم ميفع)

تعديل مصدري - تعديل

تجمع فوق حباظ هي إحدى قرى عزلة ميفع بمديرية بروم ميفع التابعة لمحافظة حضرموت، بلغ تعداد سكانها 81 نسمة حسب تعداد اليمن لعام 2004.